# Prezydent Izraela
Prezydent Państwa Izrael (hebr. ‏נשיא מדינת ישראל‎, Nesi Medinat Israel) jest głową państwa Izrael. Odgrywa rolę jedynie ceremonialną, gdyż rzeczywista władza państwowa znajduje się w rękach premiera.
Obecnie (stan na 2021 rok) prezydentem Izraela jest Jicchak Herzog. Pełni swoją funkcję od 2 czerwca 2021.

## Wybory
Prezydent jest wybierany na 7-letnią kadencję przez kwalifikowaną większość Knesetu (izraelski parlament). Jeżeli w ciągu trzech głosowań nie zostanie ona osiągnięta, wystarczy większość zwykła. Kandydatem może zostać każdy obywatel Izraela, mieszkający na terytorium tego państwa. Prezydent nie może zostać wybrany ponownie, na drugą kadencję.
Do niedawna prezydent był wybierany na 5-letnią kadencję i mógł pełnić swoje obowiązki przez dwie kolejne kadencje.
Prezydent nie jest politycznie odpowiedzialny przed nikim. Może sam ustąpić z urzędu, jest także możliwe odwołanie prezydenta przez Kneset. Do tego wymagane jest przyjęcie uchwały, którą poprze co najmniej 3/4 składu parlamentu. Ustawa przewiduje możliwość odwołania prezydenta za złamanie prawa lub w przypadku niezdolności wykonywania obowiązków.
W Izraelu nie ma urzędu wiceprezydenta. W przypadku tymczasowej niezdolności pełnienia obowiązków lub ustąpienia z urzędu, jego obowiązki przejmuje przewodniczący Knesetu.
Więcej szczegółów zawiera Ustawa Zasadnicza Prezydent Państwa (uchwalona 16 lipca 1964).

## Pełnomocnictwa i rola prezydenta

Schemat systemu politycznego Izraela

Rola prezydenta Izraela jest ograniczona i dużo mniejsza niż w innych państwach; pełni on funkcje reprezentacyjne i formalne oraz:
- podpisuje każdą ustawę,
- wybiera członka Knesetu, któremu powierza misję sformowania rządu,
- zatwierdza i przyjmuje zagranicznych dyplomatów,
- podpisuje zatwierdzone przez Kneset porozumienia i umowy międzynarodowe,
- powołuje sędziów, w tym członków składu Sądu Najwyższego,
- powołuje dyrektora Banku Izraela i innych urzędników państwowych (na radzie rządu),
- na wniosek Knesetu powołuje Kontrolera Państwowego.

Oprócz tego, prezydent ma prawo ogłaszania amnestii i łagodzenia wyroków sądowych.